# 1996年のナショナルリーグチャンピオンシップシリーズ
1996年の野球において、メジャーリーグベースボール（MLB）のポストシーズンは10月1日に開幕した。ナショナルリーグの第27回リーグチャンピオンシップシリーズ（英語: 27th National League Championship Series、以下「リーグ優勝決定戦」と表記）は、9日から17日にかけて計7試合が開催された。その結果、アトランタ・ブレーブス（東地区）がセントルイス・カージナルス（中地区）を4勝3敗で下し、2年連続16回目のリーグ優勝および8回目のワールドシリーズ進出を果たした。
両球団がポストシーズンで対戦するのは、1982年のリーグ優勝決定戦以来14年ぶり2度目。この年のレギュラーシーズンでは両球団は13試合対戦し、ブレーブスが9勝4敗と勝ち越していた。ポストシーズンの7戦4勝制シリーズにおいて1勝3敗から逆転優勝したのは、今回のブレーブスが1986年アメリカンリーグ優勝決定戦のボストン・レッドソックス以来10年ぶり、延べ8球団目である。ブレーブスは第5戦に14－0で勝利しポストシーズン史上最大点差記録に並ぶと、3日後の第7戦では15－0の大勝を収めて記録を更新した。シリーズMVPには、第1戦の8回裏に勝ち越し・決勝の2点適時打を放つなど、7試合で打率.542・2本塁打・6打点・OPS 1.607という成績を残したブレーブスのハビー・ロペスが選出された。しかしブレーブスは、ワールドシリーズではアメリカンリーグ王者ニューヨーク・ヤンキースに2勝4敗で敗れ、2年連続4度目の優勝を逃した。

## 試合結果
1996年のナショナルリーグ優勝決定戦は10月9日に開幕し、途中に移動日を挟んで9日間で7試合が行われた。日程・結果は以下の通り。
| 日付                                                   | 試合  | ビジター球団（先攻）       | スコア | ホーム球団（後攻）         | 開催球場                                      | 開催球場                                                               |
| ------------------------------------------------------ | ----- | -------------------------- | ------ | -------------------------- | --------------------------------------------- | ---------------------------------------------------------------------- |
| 10月09日（水）                                         | 第1戦 | セントルイス・カージナルス | 2－4   | アトランタ・ブレーブス     | アトランタ・フルトン・ カウンティ・スタジアム | アトランタ・フルトン・ · カウンティ・スタジアムブッシュ・ · スタジアム |
| 10月10日（木）                                         | 第2戦 | セントルイス・カージナルス | 8－3   | アトランタ・ブレーブス     | アトランタ・フルトン・ カウンティ・スタジアム | アトランタ・フルトン・ · カウンティ・スタジアムブッシュ・ · スタジアム |
| 10月11日（金）                                         |       | 移動日                     | 移動日 | 移動日                     |                                               | アトランタ・フルトン・ · カウンティ・スタジアムブッシュ・ · スタジアム |
| 10月12日（土）                                         | 第3戦 | アトランタ・ブレーブス     | 2－3   | セントルイス・カージナルス | ブッシュ・スタジアム                          | アトランタ・フルトン・ · カウンティ・スタジアムブッシュ・ · スタジアム |
| 10月13日（日）                                         | 第4戦 | アトランタ・ブレーブス     | 3－4   | セントルイス・カージナルス | ブッシュ・スタジアム                          | アトランタ・フルトン・ · カウンティ・スタジアムブッシュ・ · スタジアム |
| 10月14日（月）                                         | 第5戦 | アトランタ・ブレーブス     | 14－0  | セントルイス・カージナルス | ブッシュ・スタジアム                          | アトランタ・フルトン・ · カウンティ・スタジアムブッシュ・ · スタジアム |
| 10月15日（火）                                         |       | 移動日                     | 移動日 | 移動日                     |                                               | アトランタ・フルトン・ · カウンティ・スタジアムブッシュ・ · スタジアム |
| 10月16日（水）                                         | 第6戦 | セントルイス・カージナルス | 1－3   | アトランタ・ブレーブス     | アトランタ・フルトン・ カウンティ・スタジアム | アトランタ・フルトン・ · カウンティ・スタジアムブッシュ・ · スタジアム |
| 10月17日（木）                                         | 第7戦 | セントルイス・カージナルス | 0－15  | アトランタ・ブレーブス     | アトランタ・フルトン・ カウンティ・スタジアム | アトランタ・フルトン・ · カウンティ・スタジアムブッシュ・ · スタジアム |
| 優勝：アトランタ・ブレーブス（4勝3敗 / 2年連続16度目） |       |                            |        |                            |                                               | アトランタ・フルトン・ · カウンティ・スタジアムブッシュ・ · スタジアム |

### 第1戦 10月9日
- アトランタ・フルトン・カウンティ・スタジアム（ジョージア州アトランタ）

|                            | 1 | 2 | 3 | 4 | 5 | 6 | 7 | 8 | 9 | R | H | E |
| -------------------------- | - | - | - | - | - | - | - | - | - | - | - | - |
| セントルイス・カージナルス | 0 | 1 | 0 | 0 | 0 | 0 | 1 | 0 | 0 | 2 | 5 | 0 |
| アトランタ・ブレーブス     | 0 | 0 | 0 | 0 | 2 | 0 | 0 | 2 | X | 4 | 9 | 0 |

1. 勝利：ジョン・スモルツ（1勝）
2. セーブ：マーク・ウォーラーズ（1S）
3. 敗戦：マーク・ペトカイゼク（1敗）
4. 審判
［球審］ポール・ランギー
［塁審］一塁: マーク・ハーシュベック、二塁: ボブ・デービッドソン、三塁: ジョー・ウェスト
［外審］左翼: ジェリー・クロフォード、右翼: エド・モンタギュー
5. 試合開始時刻: 東部夏時間（UTC-4）午後8時7分  試合時間: 2時間35分  観客: 4万8686人  気温: 66°F（18.9°C）
詳細: MLB.com Gameday / Baseball-Reference.com

| セントルイス・カージナルス | セントルイス・カージナルス | セントルイス・カージナルス | セントルイス・カージナルス | セントルイス・カージナルス                                                                                     | アトランタ・ブレーブス | アトランタ・ブレーブス | アトランタ・ブレーブス | アトランタ・ブレーブス | アトランタ・ブレーブス                                                                              |
| -------------------------- | -------------------------- | -------------------------- | -------------------------- | --- | ---------------------- | ---------------------- | ---------------------- | ---------------------- | --------------------------------------------------------------------------------------------------- |
| 打順                       | 守備                       | 選手                       | 打席                       | An・ベネスT・パグノッツィJ・メイブリーL・アリセアG・ガイエティO・スミスR・ガントR・ランクフォードB・ジョーダン | 打順                   | 守備                   | 選手                   | 打席                   | J・スモルツJ・ロペスF・マグリフM・レムキーC・ジョーンズJ・ブラウザーR・クレスコM・グリッソムJ・ダイ |
| 1                          | 遊                         | O・スミス                  | 両                         | An・ベネスT・パグノッツィJ・メイブリーL・アリセアG・ガイエティO・スミスR・ガントR・ランクフォードB・ジョーダン | 1                      | 中                     | M・グリッソム          | 右                     | J・スモルツJ・ロペスF・マグリフM・レムキーC・ジョーンズJ・ブラウザーR・クレスコM・グリッソムJ・ダイ |
| 2                          | 中                         | R・ランクフォード          | 左                         | An・ベネスT・パグノッツィJ・メイブリーL・アリセアG・ガイエティO・スミスR・ガントR・ランクフォードB・ジョーダン | 2                      | 二                     | M・レムキー            | 両                     | J・スモルツJ・ロペスF・マグリフM・レムキーC・ジョーンズJ・ブラウザーR・クレスコM・グリッソムJ・ダイ |
| 3                          | 左                         | R・ガント                  | 右                         | An・ベネスT・パグノッツィJ・メイブリーL・アリセアG・ガイエティO・スミスR・ガントR・ランクフォードB・ジョーダン | 3                      | 三                     | C・ジョーンズ          | 両                     | J・スモルツJ・ロペスF・マグリフM・レムキーC・ジョーンズJ・ブラウザーR・クレスコM・グリッソムJ・ダイ |
| 4                          | 右                         | B・ジョーダン              | 右                         | An・ベネスT・パグノッツィJ・メイブリーL・アリセアG・ガイエティO・スミスR・ガントR・ランクフォードB・ジョーダン | 4                      | 一                     | F・マグリフ            | 左                     | J・スモルツJ・ロペスF・マグリフM・レムキーC・ジョーンズJ・ブラウザーR・クレスコM・グリッソムJ・ダイ |
| 5                          | 三                         | G・ガイエティ              | 右                         | An・ベネスT・パグノッツィJ・メイブリーL・アリセアG・ガイエティO・スミスR・ガントR・ランクフォードB・ジョーダン | 5                      | 左                     | R・クレスコ            | 左                     | J・スモルツJ・ロペスF・マグリフM・レムキーC・ジョーンズJ・ブラウザーR・クレスコM・グリッソムJ・ダイ |
| 6                          | 一                         | J・メイブリー              | 左                         | An・ベネスT・パグノッツィJ・メイブリーL・アリセアG・ガイエティO・スミスR・ガントR・ランクフォードB・ジョーダン | 6                      | 捕                     | J・ロペス              | 右                     | J・スモルツJ・ロペスF・マグリフM・レムキーC・ジョーンズJ・ブラウザーR・クレスコM・グリッソムJ・ダイ |
| 7                          | 捕                         | T・パグノッツィ            | 右                         | An・ベネスT・パグノッツィJ・メイブリーL・アリセアG・ガイエティO・スミスR・ガントR・ランクフォードB・ジョーダン | 7                      | 右                     | J・ダイ                | 右                     | J・スモルツJ・ロペスF・マグリフM・レムキーC・ジョーンズJ・ブラウザーR・クレスコM・グリッソムJ・ダイ |
| 8                          | 二                         | L・アリセア                | 両                         | An・ベネスT・パグノッツィJ・メイブリーL・アリセアG・ガイエティO・スミスR・ガントR・ランクフォードB・ジョーダン | 8                      | 遊                     | J・ブラウザー          | 右                     | J・スモルツJ・ロペスF・マグリフM・レムキーC・ジョーンズJ・ブラウザーR・クレスコM・グリッソムJ・ダイ |
| 9                          | 投                         | An・ベネス                 | 右                         | An・ベネスT・パグノッツィJ・メイブリーL・アリセアG・ガイエティO・スミスR・ガントR・ランクフォードB・ジョーダン | 9                      | 投                     | J・スモルツ            | 右                     | J・スモルツJ・ロペスF・マグリフM・レムキーC・ジョーンズJ・ブラウザーR・クレスコM・グリッソムJ・ダイ |
| 先発投手                   | 先発投手                   | 先発投手                   | 投球                       | An・ベネスT・パグノッツィJ・メイブリーL・アリセアG・ガイエティO・スミスR・ガントR・ランクフォードB・ジョーダン | 先発投手               | 先発投手               | 先発投手               | 投球                   | J・スモルツJ・ロペスF・マグリフM・レムキーC・ジョーンズJ・ブラウザーR・クレスコM・グリッソムJ・ダイ |
| An・ベネス                 | An・ベネス                 | An・ベネス                 | 右                         | An・ベネスT・パグノッツィJ・メイブリーL・アリセアG・ガイエティO・スミスR・ガントR・ランクフォードB・ジョーダン | J・スモルツ            | J・スモルツ            | J・スモルツ            | 右                     | J・スモルツJ・ロペスF・マグリフM・レムキーC・ジョーンズJ・ブラウザーR・クレスコM・グリッソムJ・ダイ |

### 第2戦 10月10日
- アトランタ・フルトン・カウンティ・スタジアム（ジョージア州アトランタ）

|                            | 1 | 2 | 3 | 4 | 5 | 6 | 7 | 8 | 9 | R | H  | E |
| -------------------------- | - | - | - | - | - | - | - | - | - | - | -- | - |
| セントルイス・カージナルス | 1 | 0 | 2 | 0 | 0 | 0 | 5 | 0 | 0 | 8 | 11 | 2 |
| アトランタ・ブレーブス     | 0 | 0 | 2 | 0 | 0 | 1 | 0 | 0 | 0 | 3 | 5  | 2 |

1. 勝利：トッド・ストットルマイヤー（1勝）
2. 敗戦：グレッグ・マダックス（1敗）
3. 本塁打
STL：ゲイリー・ガイエティ1号満塁
ATL：マーキス・グリッソム1号2ラン
4. 審判
［球審］マーク・ハーシュベック
［塁審］一塁: ボブ・デービッドソン、二塁: ジョー・ウェスト、三塁: ジェリー・クロフォード
［外審］左翼: エド・モンタギュー、右翼: ポール・ランギー
5. 試合開始時刻: 東部夏時間（UTC-4）午後8時7分  試合時間: 2時間53分  観客: 5万2067人  気温: 56°F（13.3°C）
詳細: MLB.com Gameday / Baseball-Reference.com

| セントルイス・カージナルス | セントルイス・カージナルス | セントルイス・カージナルス | セントルイス・カージナルス | セントルイス・カージナルス | アトランタ・ブレーブス | アトランタ・ブレーブス | アトランタ・ブレーブス | アトランタ・ブレーブス | アトランタ・ブレーブス                                                                                |
| -------------------------- | -------------------------- | -------------------------- | -------------------------- | --- | ---------------------- | ---------------------- | ---------------------- | ---------------------- | --- |
| 打順                       | 守備                       | 選手                       | 打席                       | T・ストットルマイヤーT・パグノッツィJ・メイブリーM・ガイエゴG・ガイエティR・クレイトンR・ガントR・ランクフォードB・ジョーダン | 打順                   | 守備                   | 選手                   | 打席                   | G・マダックスE・ペレスF・マグリフM・レムキーC・ジョーンズJ・ブラウザーR・クレスコM・グリッソムJ・ダイ |
| 1                          | 遊                         | R・クレイトン              | 右                         | T・ストットルマイヤーT・パグノッツィJ・メイブリーM・ガイエゴG・ガイエティR・クレイトンR・ガントR・ランクフォードB・ジョーダン | 1                      | 中                     | M・グリッソム          | 右                     | G・マダックスE・ペレスF・マグリフM・レムキーC・ジョーンズJ・ブラウザーR・クレスコM・グリッソムJ・ダイ |
| 2                          | 中                         | R・ランクフォード          | 左                         | T・ストットルマイヤーT・パグノッツィJ・メイブリーM・ガイエゴG・ガイエティR・クレイトンR・ガントR・ランクフォードB・ジョーダン | 2                      | 二                     | M・レムキー            | 両                     | G・マダックスE・ペレスF・マグリフM・レムキーC・ジョーンズJ・ブラウザーR・クレスコM・グリッソムJ・ダイ |
| 3                          | 左                         | R・ガント                  | 右                         | T・ストットルマイヤーT・パグノッツィJ・メイブリーM・ガイエゴG・ガイエティR・クレイトンR・ガントR・ランクフォードB・ジョーダン | 3                      | 三                     | C・ジョーンズ          | 両                     | G・マダックスE・ペレスF・マグリフM・レムキーC・ジョーンズJ・ブラウザーR・クレスコM・グリッソムJ・ダイ |
| 4                          | 右                         | B・ジョーダン              | 右                         | T・ストットルマイヤーT・パグノッツィJ・メイブリーM・ガイエゴG・ガイエティR・クレイトンR・ガントR・ランクフォードB・ジョーダン | 4                      | 一                     | F・マグリフ            | 左                     | G・マダックスE・ペレスF・マグリフM・レムキーC・ジョーンズJ・ブラウザーR・クレスコM・グリッソムJ・ダイ |
| 5                          | 三                         | G・ガイエティ              | 右                         | T・ストットルマイヤーT・パグノッツィJ・メイブリーM・ガイエゴG・ガイエティR・クレイトンR・ガントR・ランクフォードB・ジョーダン | 5                      | 左                     | R・クレスコ            | 左                     | G・マダックスE・ペレスF・マグリフM・レムキーC・ジョーンズJ・ブラウザーR・クレスコM・グリッソムJ・ダイ |
| 6                          | 一                         | J・メイブリー              | 左                         | T・ストットルマイヤーT・パグノッツィJ・メイブリーM・ガイエゴG・ガイエティR・クレイトンR・ガントR・ランクフォードB・ジョーダン | 6                      | 右                     | J・ダイ                | 右                     | G・マダックスE・ペレスF・マグリフM・レムキーC・ジョーンズJ・ブラウザーR・クレスコM・グリッソムJ・ダイ |
| 7                          | 捕                         | T・パグノッツィ            | 右                         | T・ストットルマイヤーT・パグノッツィJ・メイブリーM・ガイエゴG・ガイエティR・クレイトンR・ガントR・ランクフォードB・ジョーダン | 7                      | 捕                     | E・ペレス              | 右                     | G・マダックスE・ペレスF・マグリフM・レムキーC・ジョーンズJ・ブラウザーR・クレスコM・グリッソムJ・ダイ |
| 8                          | 二                         | M・ガイエゴ                | 右                         | T・ストットルマイヤーT・パグノッツィJ・メイブリーM・ガイエゴG・ガイエティR・クレイトンR・ガントR・ランクフォードB・ジョーダン | 8                      | 遊                     | J・ブラウザー          | 右                     | G・マダックスE・ペレスF・マグリフM・レムキーC・ジョーンズJ・ブラウザーR・クレスコM・グリッソムJ・ダイ |
| 9                          | 投                         | T・ストットルマイヤー      | 左                         | T・ストットルマイヤーT・パグノッツィJ・メイブリーM・ガイエゴG・ガイエティR・クレイトンR・ガントR・ランクフォードB・ジョーダン | 9                      | 投                     | G・マダックス          | 右                     | G・マダックスE・ペレスF・マグリフM・レムキーC・ジョーンズJ・ブラウザーR・クレスコM・グリッソムJ・ダイ |
| 先発投手                   | 先発投手                   | 先発投手                   | 投球                       | T・ストットルマイヤーT・パグノッツィJ・メイブリーM・ガイエゴG・ガイエティR・クレイトンR・ガントR・ランクフォードB・ジョーダン | 先発投手               | 先発投手               | 先発投手               | 投球                   | G・マダックスE・ペレスF・マグリフM・レムキーC・ジョーンズJ・ブラウザーR・クレスコM・グリッソムJ・ダイ |
| T・ストットルマイヤー      | T・ストットルマイヤー      | T・ストットルマイヤー      | 右                         | T・ストットルマイヤーT・パグノッツィJ・メイブリーM・ガイエゴG・ガイエティR・クレイトンR・ガントR・ランクフォードB・ジョーダン | G・マダックス          | G・マダックス          | G・マダックス          | 右                     | G・マダックスE・ペレスF・マグリフM・レムキーC・ジョーンズJ・ブラウザーR・クレスコM・グリッソムJ・ダイ |

### 第3戦 10月12日
- ブッシュ・スタジアム（ミズーリ州セントルイス）

|                            | 1 | 2 | 3 | 4 | 5 | 6 | 7 | 8 | 9 | R | H | E |
| -------------------------- | - | - | - | - | - | - | - | - | - | - | - | - |
| アトランタ・ブレーブス     | 1 | 0 | 0 | 0 | 0 | 0 | 0 | 1 | 0 | 2 | 8 | 1 |
| セントルイス・カージナルス | 2 | 0 | 0 | 0 | 0 | 1 | 0 | 0 | X | 3 | 7 | 0 |

1. 勝利：ドノバン・オズボーン（1勝）
2. セーブ：デニス・エカーズリー（1S）
3. 敗戦：トム・グラビン（1敗）
4. 本塁打
STL：ロン・ガント1号2ラン・2号ソロ
5. 審判
［球審］ボブ・デービッドソン
［塁審］一塁: ジョー・ウェスト、二塁: ジェリー・クロフォード、三塁: エド・モンタギュー
［外審］左翼: ポール・ランギー、右翼: マーク・ハーシュベック
6. 試合開始時刻: 中部夏時間（UTC-5）午後3時17分  試合時間: 2時間46分  観客: 5万6769人  気温: 72°F（22.2°C）
詳細: MLB.com Gameday / Baseball-Reference.com

| アトランタ・ブレーブス | アトランタ・ブレーブス | アトランタ・ブレーブス | アトランタ・ブレーブス | アトランタ・ブレーブス                                                                                | セントルイス・カージナルス | セントルイス・カージナルス | セントルイス・カージナルス | セントルイス・カージナルス | セントルイス・カージナルス                                                                                            |
| ---------------------- | ---------------------- | ---------------------- | ---------------------- | --- | -------------------------- | -------------------------- | -------------------------- | -------------------------- | --- |
| 打順                   | 守備                   | 選手                   | 打席                   | T・グラビンJ・ロペスF・マグリフM・レムキーC・ジョーンズJ・ブラウザーA・ジョーンズM・グリッソムJ・ダイ | 打順                       | 守備                       | 選手                       | 打席                       | D・オズボーンT・パグノッツィJ・メイブリーM・ガイエゴG・ガイエティR・クレイトンR・ガントR・ランクフォードB・ジョーダン |
| 1                      | 中                     | M・グリッソム          | 右                     | T・グラビンJ・ロペスF・マグリフM・レムキーC・ジョーンズJ・ブラウザーA・ジョーンズM・グリッソムJ・ダイ | 1                          | 遊                         | R・クレイトン              | 右                         | D・オズボーンT・パグノッツィJ・メイブリーM・ガイエゴG・ガイエティR・クレイトンR・ガントR・ランクフォードB・ジョーダン |
| 2                      | 二                     | M・レムキー            | 両                     | T・グラビンJ・ロペスF・マグリフM・レムキーC・ジョーンズJ・ブラウザーA・ジョーンズM・グリッソムJ・ダイ | 2                          | 中                         | R・ランクフォード          | 左                         | D・オズボーンT・パグノッツィJ・メイブリーM・ガイエゴG・ガイエティR・クレイトンR・ガントR・ランクフォードB・ジョーダン |
| 3                      | 三                     | C・ジョーンズ          | 両                     | T・グラビンJ・ロペスF・マグリフM・レムキーC・ジョーンズJ・ブラウザーA・ジョーンズM・グリッソムJ・ダイ | 3                          | 左                         | R・ガント                  | 右                         | D・オズボーンT・パグノッツィJ・メイブリーM・ガイエゴG・ガイエティR・クレイトンR・ガントR・ランクフォードB・ジョーダン |
| 4                      | 一                     | F・マグリフ            | 左                     | T・グラビンJ・ロペスF・マグリフM・レムキーC・ジョーンズJ・ブラウザーA・ジョーンズM・グリッソムJ・ダイ | 4                          | 右                         | B・ジョーダン              | 右                         | D・オズボーンT・パグノッツィJ・メイブリーM・ガイエゴG・ガイエティR・クレイトンR・ガントR・ランクフォードB・ジョーダン |
| 5                      | 捕                     | J・ロペス              | 右                     | T・グラビンJ・ロペスF・マグリフM・レムキーC・ジョーンズJ・ブラウザーA・ジョーンズM・グリッソムJ・ダイ | 5                          | 三                         | G・ガイエティ              | 右                         | D・オズボーンT・パグノッツィJ・メイブリーM・ガイエゴG・ガイエティR・クレイトンR・ガントR・ランクフォードB・ジョーダン |
| 6                      | 右                     | J・ダイ                | 右                     | T・グラビンJ・ロペスF・マグリフM・レムキーC・ジョーンズJ・ブラウザーA・ジョーンズM・グリッソムJ・ダイ | 6                          | 一                         | J・メイブリー              | 左                         | D・オズボーンT・パグノッツィJ・メイブリーM・ガイエゴG・ガイエティR・クレイトンR・ガントR・ランクフォードB・ジョーダン |
| 7                      | 左                     | A・ジョーンズ          | 右                     | T・グラビンJ・ロペスF・マグリフM・レムキーC・ジョーンズJ・ブラウザーA・ジョーンズM・グリッソムJ・ダイ | 7                          | 捕                         | T・パグノッツィ            | 右                         | D・オズボーンT・パグノッツィJ・メイブリーM・ガイエゴG・ガイエティR・クレイトンR・ガントR・ランクフォードB・ジョーダン |
| 8                      | 遊                     | J・ブラウザー          | 右                     | T・グラビンJ・ロペスF・マグリフM・レムキーC・ジョーンズJ・ブラウザーA・ジョーンズM・グリッソムJ・ダイ | 8                          | 二                         | M・ガイエゴ                | 右                         | D・オズボーンT・パグノッツィJ・メイブリーM・ガイエゴG・ガイエティR・クレイトンR・ガントR・ランクフォードB・ジョーダン |
| 9                      | 投                     | T・グラビン            | 左                     | T・グラビンJ・ロペスF・マグリフM・レムキーC・ジョーンズJ・ブラウザーA・ジョーンズM・グリッソムJ・ダイ | 9                          | 投                         | D・オズボーン              | 両                         | D・オズボーンT・パグノッツィJ・メイブリーM・ガイエゴG・ガイエティR・クレイトンR・ガントR・ランクフォードB・ジョーダン |
| 先発投手               | 先発投手               | 先発投手               | 投球                   | T・グラビンJ・ロペスF・マグリフM・レムキーC・ジョーンズJ・ブラウザーA・ジョーンズM・グリッソムJ・ダイ | 先発投手                   | 先発投手                   | 先発投手                   | 投球                       | D・オズボーンT・パグノッツィJ・メイブリーM・ガイエゴG・ガイエティR・クレイトンR・ガントR・ランクフォードB・ジョーダン |
| T・グラビン            | T・グラビン            | T・グラビン            | 左                     | T・グラビンJ・ロペスF・マグリフM・レムキーC・ジョーンズJ・ブラウザーA・ジョーンズM・グリッソムJ・ダイ | D・オズボーン              | D・オズボーン              | D・オズボーン              | 左                         | D・オズボーンT・パグノッツィJ・メイブリーM・ガイエゴG・ガイエティR・クレイトンR・ガントR・ランクフォードB・ジョーダン |

### 第4戦 10月13日
- ブッシュ・スタジアム（ミズーリ州セントルイス）

|                            | 1 | 2 | 3 | 4 | 5 | 6 | 7 | 8 | 9 | R | H | E |
| -------------------------- | - | - | - | - | - | - | - | - | - | - | - | - |
| アトランタ・ブレーブス     | 0 | 1 | 0 | 0 | 0 | 2 | 0 | 0 | 0 | 3 | 9 | 1 |
| セントルイス・カージナルス | 0 | 0 | 0 | 0 | 0 | 0 | 3 | 1 | X | 4 | 5 | 0 |

1. 勝利：デニス・エカーズリー（1勝1S）
2. 敗戦：グレッグ・マクマイケル（1敗）
3. 本塁打
ATL：ライアン・クレスコ1号ソロ、マーク・レムキー1号ソロ
STL：ブライアン・ジョーダン1号ソロ
4. 審判
［球審］ジョー・ウェスト
［塁審］一塁: ジェリー・クロフォード、二塁: エド・モンタギュー、三塁: ポール・ランギー
［外審］左翼: マーク・ハーシュベック、右翼: ボブ・デービッドソン
5. 試合開始時刻: 中部夏時間（UTC-5）午後7時30分  試合時間: 3時間17分  観客: 5万6764人  気温: 78°F（25.6°C）
詳細: MLB.com Gameday / Baseball-Reference.com

| アトランタ・ブレーブス | アトランタ・ブレーブス | アトランタ・ブレーブス | アトランタ・ブレーブス | アトランタ・ブレーブス                                                                              | セントルイス・カージナルス | セントルイス・カージナルス | セントルイス・カージナルス | セントルイス・カージナルス | セントルイス・カージナルス                                                                                 |
| ---------------------- | ---------------------- | ---------------------- | ---------------------- | --------------------------------------------------------------------------------------------------- | -------------------------- | -------------------------- | -------------------------- | -------------------------- | --- |
| 打順                   | 守備                   | 選手                   | 打席                   | D・ネーグルJ・ロペスF・マグリフM・レムキーC・ジョーンズJ・ブラウザーR・クレスコM・グリッソムJ・ダイ | 打順                       | 守備                       | 選手                       | 打席                       | An・ベネスT・パグノッツィJ・メイブリーM・ガイエゴG・ガイエティR・クレイトンR・ガントW・マギーB・ジョーダン |
| 1                      | 中                     | M・グリッソム          | 右                     | D・ネーグルJ・ロペスF・マグリフM・レムキーC・ジョーンズJ・ブラウザーR・クレスコM・グリッソムJ・ダイ | 1                          | 遊                         | R・クレイトン              | 右                         | An・ベネスT・パグノッツィJ・メイブリーM・ガイエゴG・ガイエティR・クレイトンR・ガントW・マギーB・ジョーダン |
| 2                      | 二                     | M・レムキー            | 両                     | D・ネーグルJ・ロペスF・マグリフM・レムキーC・ジョーンズJ・ブラウザーR・クレスコM・グリッソムJ・ダイ | 2                          | 中                         | W・マギー                  | 両                         | An・ベネスT・パグノッツィJ・メイブリーM・ガイエゴG・ガイエティR・クレイトンR・ガントW・マギーB・ジョーダン |
| 3                      | 三                     | C・ジョーンズ          | 両                     | D・ネーグルJ・ロペスF・マグリフM・レムキーC・ジョーンズJ・ブラウザーR・クレスコM・グリッソムJ・ダイ | 3                          | 左                         | R・ガント                  | 右                         | An・ベネスT・パグノッツィJ・メイブリーM・ガイエゴG・ガイエティR・クレイトンR・ガントW・マギーB・ジョーダン |
| 4                      | 一                     | F・マグリフ            | 左                     | D・ネーグルJ・ロペスF・マグリフM・レムキーC・ジョーンズJ・ブラウザーR・クレスコM・グリッソムJ・ダイ | 4                          | 右                         | B・ジョーダン              | 右                         | An・ベネスT・パグノッツィJ・メイブリーM・ガイエゴG・ガイエティR・クレイトンR・ガントW・マギーB・ジョーダン |
| 5                      | 左                     | R・クレスコ            | 左                     | D・ネーグルJ・ロペスF・マグリフM・レムキーC・ジョーンズJ・ブラウザーR・クレスコM・グリッソムJ・ダイ | 5                          | 三                         | G・ガイエティ              | 右                         | An・ベネスT・パグノッツィJ・メイブリーM・ガイエゴG・ガイエティR・クレイトンR・ガントW・マギーB・ジョーダン |
| 6                      | 捕                     | J・ロペス              | 右                     | D・ネーグルJ・ロペスF・マグリフM・レムキーC・ジョーンズJ・ブラウザーR・クレスコM・グリッソムJ・ダイ | 6                          | 一                         | J・メイブリー              | 左                         | An・ベネスT・パグノッツィJ・メイブリーM・ガイエゴG・ガイエティR・クレイトンR・ガントW・マギーB・ジョーダン |
| 7                      | 右                     | J・ダイ                | 右                     | D・ネーグルJ・ロペスF・マグリフM・レムキーC・ジョーンズJ・ブラウザーR・クレスコM・グリッソムJ・ダイ | 7                          | 捕                         | T・パグノッツィ            | 右                         | An・ベネスT・パグノッツィJ・メイブリーM・ガイエゴG・ガイエティR・クレイトンR・ガントW・マギーB・ジョーダン |
| 8                      | 遊                     | J・ブラウザー          | 右                     | D・ネーグルJ・ロペスF・マグリフM・レムキーC・ジョーンズJ・ブラウザーR・クレスコM・グリッソムJ・ダイ | 8                          | 二                         | M・ガイエゴ                | 右                         | An・ベネスT・パグノッツィJ・メイブリーM・ガイエゴG・ガイエティR・クレイトンR・ガントW・マギーB・ジョーダン |
| 9                      | 投                     | D・ネーグル            | 左                     | D・ネーグルJ・ロペスF・マグリフM・レムキーC・ジョーンズJ・ブラウザーR・クレスコM・グリッソムJ・ダイ | 9                          | 投                         | An・ベネス                 | 右                         | An・ベネスT・パグノッツィJ・メイブリーM・ガイエゴG・ガイエティR・クレイトンR・ガントW・マギーB・ジョーダン |
| 先発投手               | 先発投手               | 先発投手               | 投球                   | D・ネーグルJ・ロペスF・マグリフM・レムキーC・ジョーンズJ・ブラウザーR・クレスコM・グリッソムJ・ダイ | 先発投手                   | 先発投手                   | 先発投手                   | 投球                       | An・ベネスT・パグノッツィJ・メイブリーM・ガイエゴG・ガイエティR・クレイトンR・ガントW・マギーB・ジョーダン |
| D・ネーグル            | D・ネーグル            | D・ネーグル            | 左                     | D・ネーグルJ・ロペスF・マグリフM・レムキーC・ジョーンズJ・ブラウザーR・クレスコM・グリッソムJ・ダイ | An・ベネス                 | An・ベネス                 | An・ベネス                 | 右                         | An・ベネスT・パグノッツィJ・メイブリーM・ガイエゴG・ガイエティR・クレイトンR・ガントW・マギーB・ジョーダン |

### 第5戦 10月14日
- ブッシュ・スタジアム（ミズーリ州セントルイス）

|                            | 1 | 2 | 3 | 4 | 5 | 6 | 7 | 8 | 9 | R  | H  | E |
| -------------------------- | - | - | - | - | - | - | - | - | - | -- | -- | - |
| アトランタ・ブレーブス     | 5 | 2 | 0 | 3 | 1 | 0 | 0 | 1 | 2 | 14 | 22 | 0 |
| セントルイス・カージナルス | 0 | 0 | 0 | 0 | 0 | 0 | 0 | 0 | 0 | 0  | 7  | 0 |

1. 勝利：ジョン・スモルツ（2勝）
2. 敗戦：トッド・ストットルマイヤー（1勝1敗）
3. 本塁打
ATL：ハビー・ロペス1号ソロ、フレッド・マグリフ1号2ラン
4. 審判
［球審］ジェリー・クロフォード
［塁審］一塁: エド・モンタギュー、二塁: ポール・ランギー、三塁: マーク・ハーシュベック
［外審］左翼: ボブ・デービッドソン、右翼: ジョー・ウェスト
5. 試合開始時刻: 中部夏時間（UTC-5）午後6時12分  試合時間: 2時間57分  観客: 5万6782人  気温: 82°F（27.8°C）
詳細: MLB.com Gameday / Baseball-Reference.com

| アトランタ・ブレーブス | アトランタ・ブレーブス | アトランタ・ブレーブス | アトランタ・ブレーブス | アトランタ・ブレーブス                                                                              | セントルイス・カージナルス | セントルイス・カージナルス | セントルイス・カージナルス | セントルイス・カージナルス | セントルイス・カージナルス                                                                                        |
| ---------------------- | ---------------------- | ---------------------- | ---------------------- | --------------------------------------------------------------------------------------------------- | -------------------------- | -------------------------- | -------------------------- | -------------------------- | --- |
| 打順                   | 守備                   | 選手                   | 打席                   | J・スモルツJ・ロペスF・マグリフM・レムキーC・ジョーンズJ・ブラウザーR・クレスコM・グリッソムJ・ダイ | 打順                       | 守備                       | 選手                       | 打席                       | T・ストットルマイヤーT・パグノッツィJ・メイブリーL・アリセアG・ガイエティO・スミスR・ガントW・マギーB・ジョーダン |
| 1                      | 中                     | M・グリッソム          | 右                     | J・スモルツJ・ロペスF・マグリフM・レムキーC・ジョーンズJ・ブラウザーR・クレスコM・グリッソムJ・ダイ | 1                          | 遊                         | O・スミス                  | 両                         | T・ストットルマイヤーT・パグノッツィJ・メイブリーL・アリセアG・ガイエティO・スミスR・ガントW・マギーB・ジョーダン |
| 2                      | 二                     | M・レムキー            | 両                     | J・スモルツJ・ロペスF・マグリフM・レムキーC・ジョーンズJ・ブラウザーR・クレスコM・グリッソムJ・ダイ | 2                          | 中                         | W・マギー                  | 両                         | T・ストットルマイヤーT・パグノッツィJ・メイブリーL・アリセアG・ガイエティO・スミスR・ガントW・マギーB・ジョーダン |
| 3                      | 三                     | C・ジョーンズ          | 両                     | J・スモルツJ・ロペスF・マグリフM・レムキーC・ジョーンズJ・ブラウザーR・クレスコM・グリッソムJ・ダイ | 3                          | 左                         | R・ガント                  | 右                         | T・ストットルマイヤーT・パグノッツィJ・メイブリーL・アリセアG・ガイエティO・スミスR・ガントW・マギーB・ジョーダン |
| 4                      | 一                     | F・マグリフ            | 左                     | J・スモルツJ・ロペスF・マグリフM・レムキーC・ジョーンズJ・ブラウザーR・クレスコM・グリッソムJ・ダイ | 4                          | 右                         | B・ジョーダン              | 右                         | T・ストットルマイヤーT・パグノッツィJ・メイブリーL・アリセアG・ガイエティO・スミスR・ガントW・マギーB・ジョーダン |
| 5                      | 左                     | R・クレスコ            | 左                     | J・スモルツJ・ロペスF・マグリフM・レムキーC・ジョーンズJ・ブラウザーR・クレスコM・グリッソムJ・ダイ | 5                          | 三                         | G・ガイエティ              | 右                         | T・ストットルマイヤーT・パグノッツィJ・メイブリーL・アリセアG・ガイエティO・スミスR・ガントW・マギーB・ジョーダン |
| 6                      | 捕                     | J・ロペス              | 右                     | J・スモルツJ・ロペスF・マグリフM・レムキーC・ジョーンズJ・ブラウザーR・クレスコM・グリッソムJ・ダイ | 6                          | 一                         | J・メイブリー              | 左                         | T・ストットルマイヤーT・パグノッツィJ・メイブリーL・アリセアG・ガイエティO・スミスR・ガントW・マギーB・ジョーダン |
| 7                      | 右                     | J・ダイ                | 右                     | J・スモルツJ・ロペスF・マグリフM・レムキーC・ジョーンズJ・ブラウザーR・クレスコM・グリッソムJ・ダイ | 7                          | 捕                         | T・パグノッツィ            | 右                         | T・ストットルマイヤーT・パグノッツィJ・メイブリーL・アリセアG・ガイエティO・スミスR・ガントW・マギーB・ジョーダン |
| 8                      | 遊                     | J・ブラウザー          | 右                     | J・スモルツJ・ロペスF・マグリフM・レムキーC・ジョーンズJ・ブラウザーR・クレスコM・グリッソムJ・ダイ | 8                          | 二                         | L・アリセア                | 両                         | T・ストットルマイヤーT・パグノッツィJ・メイブリーL・アリセアG・ガイエティO・スミスR・ガントW・マギーB・ジョーダン |
| 9                      | 投                     | J・スモルツ            | 右                     | J・スモルツJ・ロペスF・マグリフM・レムキーC・ジョーンズJ・ブラウザーR・クレスコM・グリッソムJ・ダイ | 9                          | 投                         | T・ストットルマイヤー      | 左                         | T・ストットルマイヤーT・パグノッツィJ・メイブリーL・アリセアG・ガイエティO・スミスR・ガントW・マギーB・ジョーダン |
| 先発投手               | 先発投手               | 先発投手               | 投球                   | J・スモルツJ・ロペスF・マグリフM・レムキーC・ジョーンズJ・ブラウザーR・クレスコM・グリッソムJ・ダイ | 先発投手                   | 先発投手                   | 先発投手                   | 投球                       | T・ストットルマイヤーT・パグノッツィJ・メイブリーL・アリセアG・ガイエティO・スミスR・ガントW・マギーB・ジョーダン |
| J・スモルツ            | J・スモルツ            | J・スモルツ            | 右                     | J・スモルツJ・ロペスF・マグリフM・レムキーC・ジョーンズJ・ブラウザーR・クレスコM・グリッソムJ・ダイ | T・ストットルマイヤー      | T・ストットルマイヤー      | T・ストットルマイヤー      | 右                         | T・ストットルマイヤーT・パグノッツィJ・メイブリーL・アリセアG・ガイエティO・スミスR・ガントW・マギーB・ジョーダン |

### 第6戦 10月16日
- アトランタ・フルトン・カウンティ・スタジアム（ジョージア州アトランタ）

|                            | 1 | 2 | 3 | 4 | 5 | 6 | 7 | 8 | 9 | R | H | E |
| -------------------------- | - | - | - | - | - | - | - | - | - | - | - | - |
| セントルイス・カージナルス | 0 | 0 | 0 | 0 | 0 | 0 | 0 | 1 | 0 | 1 | 6 | 1 |
| アトランタ・ブレーブス     | 0 | 1 | 0 | 0 | 1 | 0 | 0 | 1 | X | 3 | 7 | 0 |

1. 勝利：グレッグ・マダックス（1勝1敗）
2. セーブ：マーク・ウォーラーズ（2S）
3. 敗戦：アラン・ベネス（1敗）
4. 審判
［球審］エド・モンタギュー
［塁審］一塁: ポール・ランギー、二塁: マーク・ハーシュベック、三塁: ボブ・デービッドソン
［外審］左翼: ジョー・ウェスト、右翼: ジェリー・クロフォード
5. 試合開始時刻: 東部夏時間（UTC-4）午後8時12分  試合時間: 2時間41分  観客: 5万2067人  気温: 72°F（22.2°C）
詳細: MLB.com Gameday / Baseball-Reference.com

| セントルイス・カージナルス | セントルイス・カージナルス | セントルイス・カージナルス | セントルイス・カージナルス | セントルイス・カージナルス                                                                                 | アトランタ・ブレーブス | アトランタ・ブレーブス | アトランタ・ブレーブス | アトランタ・ブレーブス | アトランタ・ブレーブス                                                                                |
| -------------------------- | -------------------------- | -------------------------- | -------------------------- | --- | ---------------------- | ---------------------- | ---------------------- | ---------------------- | --- |
| 打順                       | 守備                       | 選手                       | 打席                       | Al・ベネスT・パグノッツィJ・メイブリーM・ガイエゴG・ガイエティR・クレイトンR・ガントB・ジョーダンW・マギー | 打順                   | 守備                   | 選手                   | 打席                   | G・マダックスJ・ロペスF・マグリフM・レムキーC・ジョーンズJ・ブラウザーR・クレスコM・グリッソムJ・ダイ |
| 1                          | 遊                         | R・クレイトン              | 右                         | Al・ベネスT・パグノッツィJ・メイブリーM・ガイエゴG・ガイエティR・クレイトンR・ガントB・ジョーダンW・マギー | 1                      | 中                     | M・グリッソム          | 右                     | G・マダックスJ・ロペスF・マグリフM・レムキーC・ジョーンズJ・ブラウザーR・クレスコM・グリッソムJ・ダイ |
| 2                          | 右                         | W・マギー                  | 両                         | Al・ベネスT・パグノッツィJ・メイブリーM・ガイエゴG・ガイエティR・クレイトンR・ガントB・ジョーダンW・マギー | 2                      | 二                     | M・レムキー            | 両                     | G・マダックスJ・ロペスF・マグリフM・レムキーC・ジョーンズJ・ブラウザーR・クレスコM・グリッソムJ・ダイ |
| 3                          | 左                         | R・ガント                  | 右                         | Al・ベネスT・パグノッツィJ・メイブリーM・ガイエゴG・ガイエティR・クレイトンR・ガントB・ジョーダンW・マギー | 3                      | 三                     | C・ジョーンズ          | 両                     | G・マダックスJ・ロペスF・マグリフM・レムキーC・ジョーンズJ・ブラウザーR・クレスコM・グリッソムJ・ダイ |
| 4                          | 中                         | B・ジョーダン              | 右                         | Al・ベネスT・パグノッツィJ・メイブリーM・ガイエゴG・ガイエティR・クレイトンR・ガントB・ジョーダンW・マギー | 4                      | 一                     | F・マグリフ            | 左                     | G・マダックスJ・ロペスF・マグリフM・レムキーC・ジョーンズJ・ブラウザーR・クレスコM・グリッソムJ・ダイ |
| 5                          | 三                         | G・ガイエティ              | 右                         | Al・ベネスT・パグノッツィJ・メイブリーM・ガイエゴG・ガイエティR・クレイトンR・ガントB・ジョーダンW・マギー | 5                      | 左                     | R・クレスコ            | 左                     | G・マダックスJ・ロペスF・マグリフM・レムキーC・ジョーンズJ・ブラウザーR・クレスコM・グリッソムJ・ダイ |
| 6                          | 一                         | J・メイブリー              | 左                         | Al・ベネスT・パグノッツィJ・メイブリーM・ガイエゴG・ガイエティR・クレイトンR・ガントB・ジョーダンW・マギー | 6                      | 捕                     | J・ロペス              | 右                     | G・マダックスJ・ロペスF・マグリフM・レムキーC・ジョーンズJ・ブラウザーR・クレスコM・グリッソムJ・ダイ |
| 7                          | 捕                         | T・パグノッツィ            | 右                         | Al・ベネスT・パグノッツィJ・メイブリーM・ガイエゴG・ガイエティR・クレイトンR・ガントB・ジョーダンW・マギー | 7                      | 右                     | J・ダイ                | 右                     | G・マダックスJ・ロペスF・マグリフM・レムキーC・ジョーンズJ・ブラウザーR・クレスコM・グリッソムJ・ダイ |
| 8                          | 二                         | M・ガイエゴ                | 右                         | Al・ベネスT・パグノッツィJ・メイブリーM・ガイエゴG・ガイエティR・クレイトンR・ガントB・ジョーダンW・マギー | 8                      | 遊                     | J・ブラウザー          | 右                     | G・マダックスJ・ロペスF・マグリフM・レムキーC・ジョーンズJ・ブラウザーR・クレスコM・グリッソムJ・ダイ |
| 9                          | 投                         | Al・ベネス                 | 右                         | Al・ベネスT・パグノッツィJ・メイブリーM・ガイエゴG・ガイエティR・クレイトンR・ガントB・ジョーダンW・マギー | 9                      | 投                     | G・マダックス          | 右                     | G・マダックスJ・ロペスF・マグリフM・レムキーC・ジョーンズJ・ブラウザーR・クレスコM・グリッソムJ・ダイ |
| 先発投手                   | 先発投手                   | 先発投手                   | 投球                       | Al・ベネスT・パグノッツィJ・メイブリーM・ガイエゴG・ガイエティR・クレイトンR・ガントB・ジョーダンW・マギー | 先発投手               | 先発投手               | 先発投手               | 投球                   | G・マダックスJ・ロペスF・マグリフM・レムキーC・ジョーンズJ・ブラウザーR・クレスコM・グリッソムJ・ダイ |
| Al・ベネス                 | Al・ベネス                 | Al・ベネス                 | 右                         | Al・ベネスT・パグノッツィJ・メイブリーM・ガイエゴG・ガイエティR・クレイトンR・ガントB・ジョーダンW・マギー | G・マダックス          | G・マダックス          | G・マダックス          | 右                     | G・マダックスJ・ロペスF・マグリフM・レムキーC・ジョーンズJ・ブラウザーR・クレスコM・グリッソムJ・ダイ |

### 第7戦 10月17日
- アトランタ・フルトン・カウンティ・スタジアム（ジョージア州アトランタ）

|                            | 1 | 2 | 3 | 4 | 5 | 6 | 7 | 8 | 9 | R  | H  | E |
| -------------------------- | - | - | - | - | - | - | - | - | - | -- | -- | - |
| セントルイス・カージナルス | 0 | 0 | 0 | 0 | 0 | 0 | 0 | 0 | 0 | 0  | 4  | 2 |
| アトランタ・ブレーブス     | 6 | 0 | 0 | 4 | 0 | 3 | 2 | 0 | X | 15 | 17 | 0 |

1. 勝利：トム・グラビン（1勝1敗）
2. 敗戦：ドノバン・オズボーン（1勝1敗）
3. 本塁打
ATL：ハビー・ロペス2号2ラン、アンドリュー・ジョーンズ1号2ラン、フレッド・マグリフ2号2ラン
4. 審判
［球審］ポール・ランギー
［塁審］一塁: マーク・ハーシュベック、二塁: ボブ・デービッドソン、三塁: ジョー・ウェスト
［外審］左翼: ジェリー・クロフォード、右翼: エド・モンタギュー
5. 試合開始時刻: 東部夏時間（UTC-4）午後8時7分  試合時間: 2時間25分  観客: 5万2067人  気温: 71°F（21.7°C）
詳細: MLB.com Gameday / Baseball-Reference.com

| セントルイス・カージナルス | セントルイス・カージナルス | セントルイス・カージナルス | セントルイス・カージナルス | セントルイス・カージナルス                                                                                | アトランタ・ブレーブス | アトランタ・ブレーブス | アトランタ・ブレーブス | アトランタ・ブレーブス | アトランタ・ブレーブス                                                                                |
| -------------------------- | -------------------------- | -------------------------- | -------------------------- | --- | ---------------------- | ---------------------- | ---------------------- | ---------------------- | --- |
| 打順                       | 守備                       | 選手                       | 打席                       | D・オズボーンT・パグノッツィD・ヤングM・ガイエゴG・ガイエティR・クレイトンR・ガントB・ジョーダンW・マギー | 打順                   | 守備                   | 選手                   | 打席                   | T・グラビンJ・ロペスF・マグリフM・レムキーC・ジョーンズJ・ブラウザーA・ジョーンズM・グリッソムJ・ダイ |
| 1                          | 遊                         | R・クレイトン              | 右                         | D・オズボーンT・パグノッツィD・ヤングM・ガイエゴG・ガイエティR・クレイトンR・ガントB・ジョーダンW・マギー | 1                      | 中                     | M・グリッソム          | 右                     | T・グラビンJ・ロペスF・マグリフM・レムキーC・ジョーンズJ・ブラウザーA・ジョーンズM・グリッソムJ・ダイ |
| 2                          | 右                         | W・マギー                  | 両                         | D・オズボーンT・パグノッツィD・ヤングM・ガイエゴG・ガイエティR・クレイトンR・ガントB・ジョーダンW・マギー | 2                      | 二                     | M・レムキー            | 両                     | T・グラビンJ・ロペスF・マグリフM・レムキーC・ジョーンズJ・ブラウザーA・ジョーンズM・グリッソムJ・ダイ |
| 3                          | 左                         | R・ガント                  | 右                         | D・オズボーンT・パグノッツィD・ヤングM・ガイエゴG・ガイエティR・クレイトンR・ガントB・ジョーダンW・マギー | 3                      | 三                     | C・ジョーンズ          | 両                     | T・グラビンJ・ロペスF・マグリフM・レムキーC・ジョーンズJ・ブラウザーA・ジョーンズM・グリッソムJ・ダイ |
| 4                          | 中                         | B・ジョーダン              | 右                         | D・オズボーンT・パグノッツィD・ヤングM・ガイエゴG・ガイエティR・クレイトンR・ガントB・ジョーダンW・マギー | 4                      | 一                     | F・マグリフ            | 左                     | T・グラビンJ・ロペスF・マグリフM・レムキーC・ジョーンズJ・ブラウザーA・ジョーンズM・グリッソムJ・ダイ |
| 5                          | 三                         | G・ガイエティ              | 右                         | D・オズボーンT・パグノッツィD・ヤングM・ガイエゴG・ガイエティR・クレイトンR・ガントB・ジョーダンW・マギー | 5                      | 捕                     | J・ロペス              | 右                     | T・グラビンJ・ロペスF・マグリフM・レムキーC・ジョーンズJ・ブラウザーA・ジョーンズM・グリッソムJ・ダイ |
| 6                          | 一                         | D・ヤング                  | 両                         | D・オズボーンT・パグノッツィD・ヤングM・ガイエゴG・ガイエティR・クレイトンR・ガントB・ジョーダンW・マギー | 6                      | 右                     | J・ダイ                | 右                     | T・グラビンJ・ロペスF・マグリフM・レムキーC・ジョーンズJ・ブラウザーA・ジョーンズM・グリッソムJ・ダイ |
| 7                          | 捕                         | T・パグノッツィ            | 右                         | D・オズボーンT・パグノッツィD・ヤングM・ガイエゴG・ガイエティR・クレイトンR・ガントB・ジョーダンW・マギー | 7                      | 左                     | A・ジョーンズ          | 右                     | T・グラビンJ・ロペスF・マグリフM・レムキーC・ジョーンズJ・ブラウザーA・ジョーンズM・グリッソムJ・ダイ |
| 8                          | 二                         | M・ガイエゴ                | 右                         | D・オズボーンT・パグノッツィD・ヤングM・ガイエゴG・ガイエティR・クレイトンR・ガントB・ジョーダンW・マギー | 8                      | 遊                     | J・ブラウザー          | 右                     | T・グラビンJ・ロペスF・マグリフM・レムキーC・ジョーンズJ・ブラウザーA・ジョーンズM・グリッソムJ・ダイ |
| 9                          | 投                         | D・オズボーン              | 両                         | D・オズボーンT・パグノッツィD・ヤングM・ガイエゴG・ガイエティR・クレイトンR・ガントB・ジョーダンW・マギー | 9                      | 投                     | T・グラビン            | 左                     | T・グラビンJ・ロペスF・マグリフM・レムキーC・ジョーンズJ・ブラウザーA・ジョーンズM・グリッソムJ・ダイ |
| 先発投手                   | 先発投手                   | 先発投手                   | 投球                       | D・オズボーンT・パグノッツィD・ヤングM・ガイエゴG・ガイエティR・クレイトンR・ガントB・ジョーダンW・マギー | 先発投手               | 先発投手               | 先発投手               | 投球                   | T・グラビンJ・ロペスF・マグリフM・レムキーC・ジョーンズJ・ブラウザーA・ジョーンズM・グリッソムJ・ダイ |
| D・オズボーン              | D・オズボーン              | D・オズボーン              | 左                         | D・オズボーンT・パグノッツィD・ヤングM・ガイエゴG・ガイエティR・クレイトンR・ガントB・ジョーダンW・マギー | T・グラビン            | T・グラビン            | T・グラビン            | 左                     | T・グラビンJ・ロペスF・マグリフM・レムキーC・ジョーンズJ・ブラウザーA・ジョーンズM・グリッソムJ・ダイ |